# قانون متوازي الأضلاع

متواز للأضلاع. باللون الأزرق تبين الأضلاع بينما بينت الأقطار باللون الأحمر.

في الرياضيات، أبسط شكل لقانون متوازي الأضلاع (بالإنجليزية: Parallelogram law)‏ ينتمي إلى الهندسة الابتدائية.
{\displaystyle 2(AB)^{2}+2(BC)^{2}=(AC)^{2}+(BD)^{2}\,}
عندما يصير متوازي الأضلاع مستطيلا، يصير القطران متساويين (أي أن (AC) = (BD)). إذن:
{\displaystyle 2(AB)^{2}+2(BC)^{2}=2(AC)^{2}\,}
فيُختزل هذا التعبير لكي يصير مبرهنة فيثاغورس.